# Палнато
Палнато (также Палтауто, Палтау-То) — озеро в Ямало-Ненецком автономном округе России в центральной части полуострова Ямал. Находится в окружении других крупных озёр: к югу от группы озёр Нейто, к юго-западу от озера Ямбуто, к северо-западу от озера Пенто к северо-востоку от озёр Ясавэйто и Юдерцятато и к востоку от озера Нгэвак-Ясавэйто. На северо-востоке вытекает река Палнатосё, впадающая в Сёяху (бассейн Карского моря). Впадают многочисленные ручьи: Юнъяха, Палнатанё и другие.
Площадь озера — 81,1 км². Площадь водосбора — 182 км². Высота уреза воды над уровнем моря — 25 метров. Водоём имеет округлую форму с крупным заливом на западе (длина — 12,6 км, максимальная ширина в центральной части — 10,1 км). Длина береговой линии составляет 43 км.
Берега низкие, обрывистые на севере, местами заболоченные, поросшие типичной тундровой растительностью. Обширные отмели в прибрежной части. Питание преимущественно снеговое. Ледостав с октября до июня.
Озеро богато рыбой. В нём водятся сиг-пыжьян, ряпушка, пелядь, чир, арктический голец, хариус, щука, налим, елец, гольян, колюшка. Гораздо реже встречаются тугун, таймень и язь.